# 柏村镇
柏村镇，是中华人民共和国贵州省遵义市务川仡佬族苗族自治县下辖的一个乡镇级行政单位。

## 行政区划
柏村镇下辖以下地区：
中心村、明星村、通木村、后坝村、长脚村和龙台村。